# Jeux asclépiens d'Épidaure

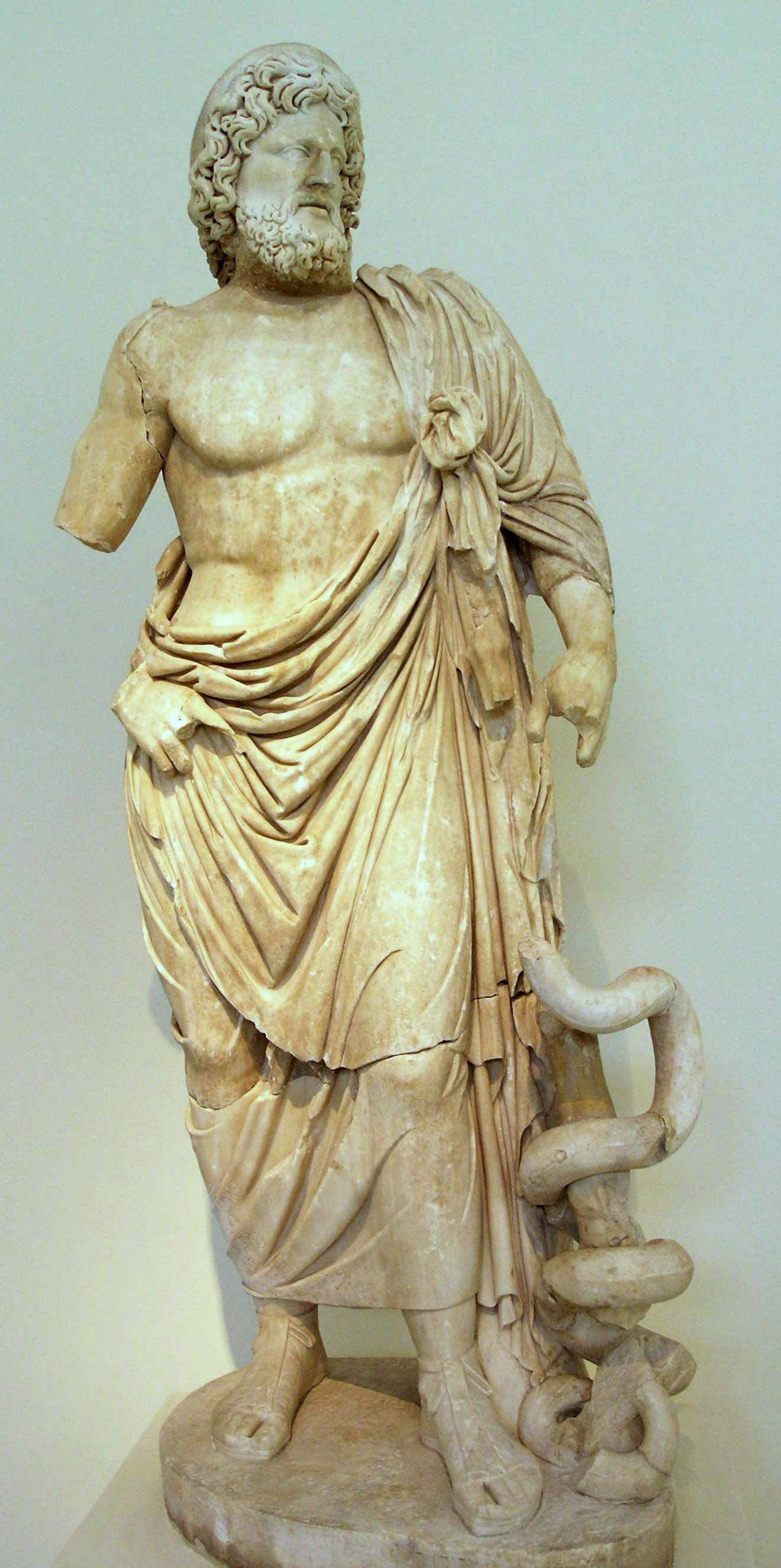
Statue d'Asclépios du sanctuaire d'Épidaure. Ici une copie d'un original du

Les Jeux asclépiens d'Épidaure, ou Asklépieia (parfois écrit Asclépieia), sont des compétitions sportives et culturelles organisées en l'honneur du dieu grec de la médecine Asclépios, qui se tenaient tous les quatre ans en son sanctuaire situé à Épidaure, dans le Péloponnèse.

## Histoire
Le poète grec Pindare est le premier à faire mention des jeux d'Épidaure, dans trois épinicies à des pancratiastes vainqueurs des épreuves sportives. Thémistios, cité dans une ode à son petit-fils Pythéas, est le plus ancien concourant retrouvé, vers les années 520 av. J.-C.. D'après Eusèbe (circa 265-339) repris dans les Nouvelles de la république des lettres en 1702, les premiers jeux asclépiens ont eu lieu en même temps que les premiers jeux isthmiques, durant la quarante-quatrième olympiade (entre 604 et 600 av. J.-C.).
Les compétitions sont évoquées dans un dialogue de Platon, Ion, où le personnage éponyme part d'Éphèse en Asie mineure pour y participer, vers l'année 412 av. J.-C.. Selon Pierre Sineux, si Ion parcourt une distance si importante pour participer aux jeux, c'est qu'ils ont « acquis une certaine notoriété au tournant du Ve et du IVe siècle [av. J.-C.], ce qui suppose qu'ils avaient une certaine ancienneté ». Il évoque une création des jeux vers la fin du VIe siècle av. J.-C. Le développement des concours musicaux, qui auraient pu être instaurés dès la fondation des Asklépiéia, est important dans ce siècle, et aurait, d'après les écrits de Sineux, été une des motivations de la construction du théâtre d'Épidaure. C'est cent après que les épreuves gymniques obtiennent une notoriété, avec notamment le triomphe de l'athlète Dorieus de Rhodes. Le Ve siècle, le IVe siècle et le IIIe siècle av. J.-C. sont justement ceux de l'apogée des jeux asclépiens. Les sportifs et artistes concourant viennent de loin pour y participer, dans une volonté panhelléniste,.
Très peu de sources reviennent sur les siècles suivants. On sait cependant que les jeux asclépiens de Kos (ou Cos), créés en 241, deviennent rapidement plus populaires que ceux d'Épidaure, et sont reconnus par de nombreuses puissances étrangères. La dernière mention d'un vainqueur aux épreuves des jeux remonte au milieu du IIIe siècle et la dernière date retrouvée évoquant les Asklépiéia est 355. Dans la Revue des études grecques en 1993, le professeur en histoire grecque Michel Sève émet l'hypothèse que les jeux asclépiens se sont « éteints progressivement au cours du Bas-Empire ».

## Organisation
Les jeux asclépiens, pentétériques, débutent neuf jours après les jeux isthmiques. D'après le maître ès arts de l'université d'Oxford Henri Dodwell dans un écrit datant du début du XVIIIe siècle, les jeux isthmiques commençaient à la moitié du mois attique Hécatombéon, qui équivaut au mois de juillet du calendrier grégorien. Un colloque organisé à l'université de Valladolid en 1999 donne le mois de Boédromion (septembre) comme mois d'organisation des festivités. Les jeux sont organisés en même temps que des fêtes pour Asclépios à Épidaure, de grande importance. Pour permettre à tous de participer en sécurité, il est convoqué une « trêve sacrée ». Des théores envoyés par la cité parcourent la Grèce pour faire la promotion des évènements. Un agonothète et plusieurs hellanodices se chargent de l'organisation des concours. Les vainqueurs remportent comme prix une couronne de feuilles, pareillement que dans les autres jeux antiques.
Selon l'Académie des inscriptions et belles-lettres au XVIIIe siècle, les « grands jeux asclépiens », inspirés des jeux pythiques et isthmiques, étaient composés de « tous les jeux et les prix qui étaient d'usage dans les uns et les autres, quoi qu'on en fit une seule et même solennité ». On y trouve par exemple des épreuves et des concours de poésie, de musique, de lutte et des courses hippiques et pédestres. Dans Ion, Platon évoque des concours « de tous les [...] arts des Muses ».
Des sacrifices étaient aussi organisés. L'archéologue grec Panagiotis Kavvadias rapporte dans un écrit de la fin du XIXe siècle que les sacrifices se voulaient être une preuve de dévouements aux divinités helléniques. Sur l'autel, un bœuf était tué en l'honneur Asclépios, deux en l'honneur de tous les autres dieux du panthéon. On immolait également une poule pour Léto, déesse de la maternité, et un coq pour Asclépios. Après les mises à mort, la chair des victimes était répartie entre les dieux et les humains chargés du culte : prêtres et aèdes notamment. Le colloque de Valladolid précise que la peau des « victimes sacrifiées et consommées » était vendue, et avait rapporté un millier de drachmes lors d'une édition des années 330.

## Lieux

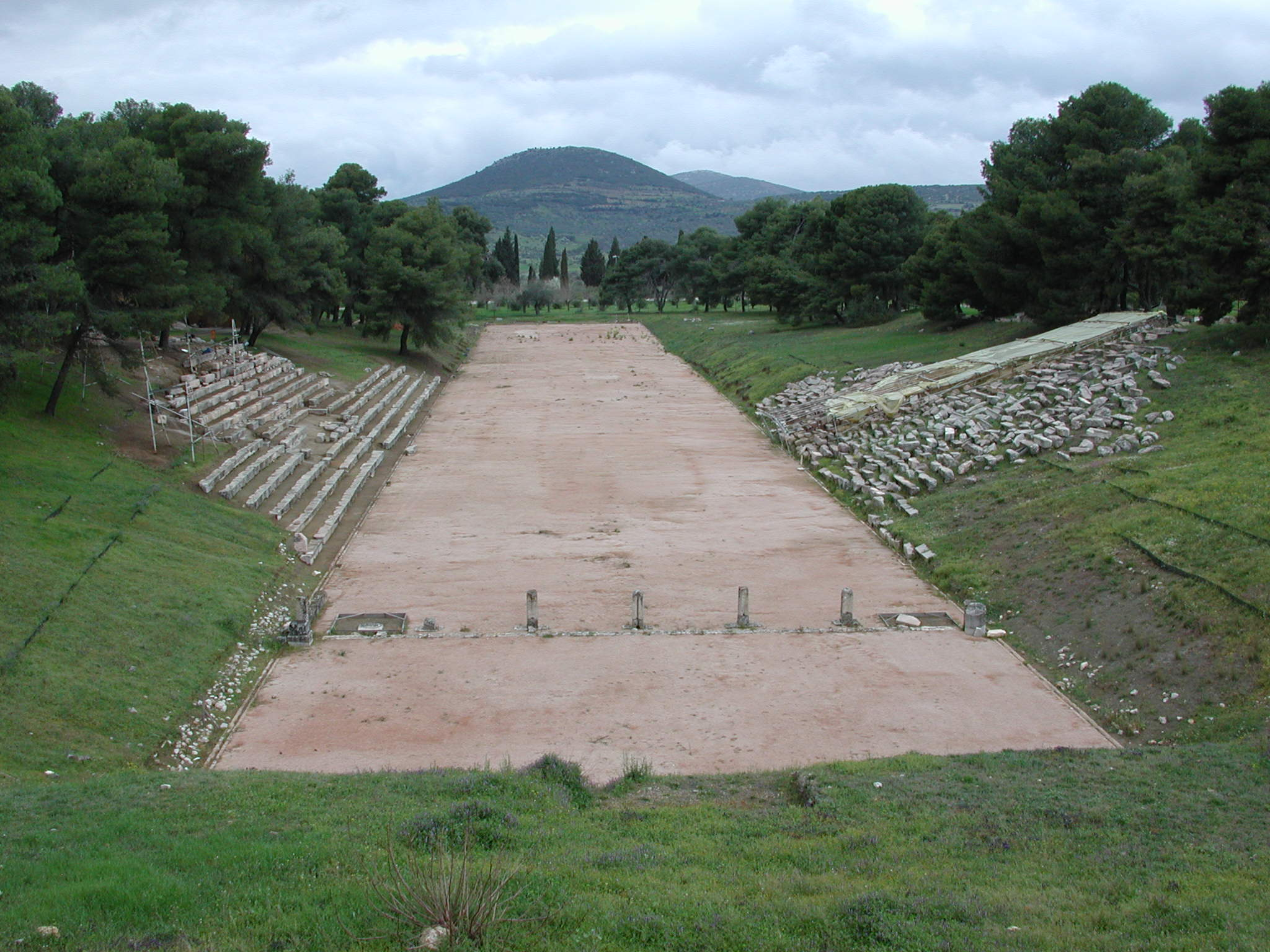
Le stade d'Épidaure, où se déroulaient certaines épreuves.

Les épreuves gymniques se déroulent au stade d'Épidaure, un stade construit du Ve au IVe siècle av. J.-C. qui mesure 180,12 m de longueur pour 22 m de largeur. Il bénéficie d'améliorations dans les siècles suivants. Vers la fin du IVe siècle av. J.-C. sont construits une tribune et des gradins sur les côtés Nord et Sud du stade (auparavant les spectateurs s'installaient directement sur les talus). Au siècle suivant, un passage  permettant un accès direct à la piste pour les sportifs est aménagé, de même que des gradins au Nord. Le passage est vouté durant le IIe siècle av. J.-C.. Les concourants aux épreuves hippiques disposent d'un hippodrome, dont l'emplacement est inconnu en 1993. Il n'en reste qu'une borne datant de la fin du Ve ou du début du IVe siècle av. J.-C. trouvée à l'ouest de la plaine du sanctuaire.
Le théâtre, où sont organisés les concours de musique, est construit à la fin du IVe ou au début du IIIe siècle av. J.-C.. Il peut accueillir à ses débuts 6 200 spectateurs jusqu'à un agrandissement au IIe siècle av. J.-C. qui augmente ce nombre à 14 000. Selon Panagiotis Kavvadias, avant la construction du théâtre les épreuves artistiques se déroulaient probablement dans le stade, comme on le faisait possiblement pour les jeux pythiques. Entre la fondation du théâtre et l'avènement de l'Empire romain, un nouvel édifice est érigé spécialement pour les concours d'art.
Pour Michel Sève, les travaux effectués sur le stade et sur le théâtre aux IIIe et IIe siècle av. J.-C. sont les marques d'un possible succès, même si « cela se reflète mal dans les textes qui nous sont parvenus ».

## Vainqueurs

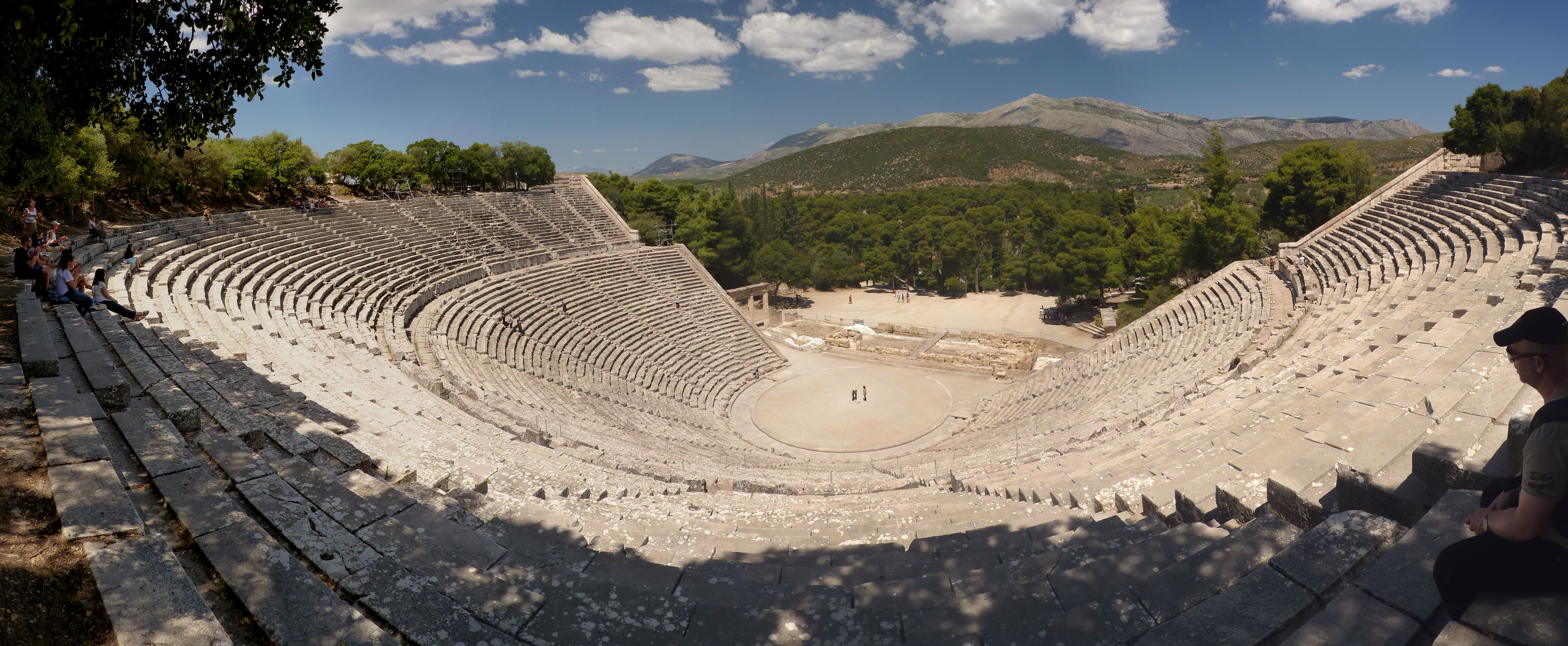
Le théâtre d'Épidaure.

Dans ses odes, Pindare (Ve siècle av. J.-C.) évoque plusieurs athlètes pancratiastes victorieux d'Épidaure : Thémistios dans les années 520 av. J.-C., Aristocleidès et Cléandros. Thémistios est aussi vainqueur au pugilat. Au Ve siècle av. J.-C. toujours, le grand athlète Dorieus de Rhodes est quatre fois victorieux au pancrace. Michel Sève écrit que, même s'il n'y a que peu de renseignements sur les jeux durant les deux derniers siècles avant Jésus-Christ, il est parvenu plusieurs mentions de vainqueurs des Asklépiéia aux catégories enfants : Athénopolis remporte l'épreuve de la lutte au IIe siècle av. J.-C., Sokratès celle de la course du quadruple stade (ou hippios) et Dracontoménès la diaule (course de deux tours de stade). Le rhapsode Ion, spécialiste des textes d'Homère et connu pour être un des protagonistes du dialogue homonyme de Platon, aurait été victorieux de l'épreuve de poésie. Cependant, son existence n'est pas prouvée.
Pour les vainqueurs des jeux après l'an un, des confusions sont possibles avec ceux de Kos. On retrouve néanmoins pour plusieurs une précision de lieu : Dionysa, fille d'une famille de sportives et musiciennes, remporte l'épreuve de la course du stade et C. Heius Magio de Corinthe celle de lutte catégorie enfants au début du règne de l'empereur Trajan (98-117). Dans la même période, L. Vibius Florus, un enfant comédien patréen et corinthien, est victorieux du dia patôn. Il acquiert une renommée locale, et une statue est érigée en son honneur au théâtre de Corinthe. Le pancratiaste Aurelius « Hermodôros » Asclépiadès, fort de trente-trois autres victoires, sort gagnant des concours d'Épidaure durant la deuxième moitié du IIe siècle. De même pour le citharède C. Ant. Septiomios Poplios et le spécialiste de la course de fond Agathopous sous le pouvoir de la dynastie des Sévères. Permagos d'Illion, pancratiaste, est vainqueur au IIe ou au IIIe siècle, Aurelius Abas, coureur de fond d'Adada en Pisidie, dans les années 220 ou 230, K. Ioulios Dionysios Kataneus deux fois entre 245 et 261 et Valerios Eclectos de Sinope deux fois également entre 253 et 257. Michel Sève relate aussi la découverte d'inscriptions d'autres vainqueurs, mais dont les noms sont perdus. Parmi eux, on retrouve un athlète trois fois victorieux aux Asklépiéia, et un autre quatre fois successivement. Ils vivaient tous deux au IIIe siècle.